# Phreatia ladronica
Phreatia ladronica är en orkidéart som beskrevs av Takasi Tuyama. Phreatia ladronica ingår i släktet Phreatia och familjen orkidéer. Inga underarter finns listade i Catalogue of Life.